# Бялинін-Полудне
Бялинін-Полудне (пол. Białynin-Południe) — село в Польщі, у гміні Ґлухув Скерневицького повіту Лодзинського воєводства. Населення — 139 осіб (2011).
У 1975-1998 роках село належало до Скерневицького воєводства.

## Демографія
Демографічна структура станом на 31 березня 2011 року:
|          | Загалом | Допрацездатний вік | Працездатний вік | Постпрацездатний вік |
| -------- | ------- | ------------------ | ---------------- | -------------------- |
| Чоловіки | 63      | 15                 | 41               | 7                    |
| Жінки    | 76      | 18                 | 36               | 22                   |
| Разом    | 139     | 33                 | 77               | 29                   |